# Europamästerskapen i konståkning 2024
Europamästerskapen i konståkning 2024 hölls mellan den 10 och 14 januari 2024 i Žalgiris Arena i Kaunas i Litauen. Det var den 115:e upplagan av europamästerskapen i konståkning. 

## Program
| Datum              | Disciplin | Tid   | Gren              |
| ------------------ | --------- | ----- | ----------------- |
| Onsdag 10 januari  | Paråkning | 13:00 | Kortprogram       |
| Onsdag 10 januari  | —         | 16:30 | Öppningsceremoni  |
| Onsdag 10 januari  | Herrar    | 17:15 | Kortprogram       |
| Torsdag 11 januari | Damer     | 13:15 | Kortprogram       |
| Torsdag 11 januari | Paråkning | 19:00 | Friåkningsprogram |
| Fredag 12 januari  | Isdans    | 12:00 | Rytmisk dans      |
| Fredag 12 januari  | Herrar    | 18:00 | Friåkningsprogram |
| Lördag 13 januari  | Damer     | 13:00 | Friåkningsprogram |
| Lördag 13 januari  | Isdans    | 18:30 | Fridans           |
| Söndag 14 januari  | —         | 15:30 | Uppvisningsgala   |

- Alla listade tider är lokal tid (UTC+02:00).[3][4]

## Deltagare
Varje medlemsnation började offentliggöra sina uttagningar i början av december, medan den officiella uttagningen meddelades den 19 december 2023.
| Nation         | Herrar                       | Damer                | Paråkning                              | Isdans                                         |
| -------------- | ---------------------------- | -------------------- | -------------------------------------- | ---------------------------------------------- |
| Armenien       | Fedor Chitipakhovian         | —                    | —                                      | —                                              |
| Azerbajdzjan   | Vladimir Litvintsev          | —                    | —                                      | Adrienne Carhart / Oleksandr Kolosovskyi       |
| Belgien        | —                            | Loena Hendrickx      | —                                      | Olivia Shilling / Léo Baeten                   |
| Belgien        | —                            | Jade Hovine          | —                                      | —                                              |
| Belgien        | —                            | Nina Pinzarrone      | —                                      | —                                              |
| Bulgarien      | Alexander Zlatkov            | Alexandra Feigin     | —                                      | —                                              |
| Estland        | Aleksandr Selevko            | Nataly Langerbauer   | —                                      | Solène Mazingue / Marko Jevgeni Gaidajenko     |
| Estland        | Mihhail Selevko              | Kristina Lisovskaja  | —                                      | —                                              |
| Finland        | Makar Suntsev                | Nella Pelkonen       | Milania Väänänen / Filippo Clerici     | Yuka Orihara / Juho Pirinen                    |
| Finland        | —                            | Emmi Peltonen        | —                                      | Juulia Turkkila / Matthias Versluis            |
| Frankrike      | Kévin Aymoz                  | Lorine Schild        | Camille Kovalev / Pavel Kovalev        | Loïcia Demougeot / Théo le Mercier             |
| Frankrike      | Luc Economides               | —                    | Océane Piegad / Denys Strekalin        | Marie Dupayage / Thomas Nabais                 |
| Frankrike      | Adam Siao Him Fa             | —                    | —                                      | Evgenia Lopareva / Geoffrey Brissaud           |
| Georgien       | Nika Egadze                  | Anastasiia Gubanova  | Anastasija Metiоlkina / Luka Berulava  | Diana Davis / Gleb Smolkin                     |
| Georgien       | —                            | Alina Urushadze      | —                                      | —                                              |
| Irland         | —                            | —                    | —                                      | Carolane Soucisse / Shane Firus                |
| Israel         | Mark Gorodnitsky             | Mariia Seniuk        | —                                      | Maria Nosovitskaya / Mikhail Nosovitskiy       |
| Italien        | Gabriele Frangipani          | Lara Naki Gutmann    | Lucrezia Beccari / Matteo Guarise      | Charlène Guignard / Marco Fabbri               |
| Italien        | Nikolaj Memola               | Sarina Joos          | Sara Conti / Niccolò Macii             | Victoria Manni / Carlo Röthlisberger           |
| Italien        | Matteo Rizzo                 | —                    | Rebecca Ghilardi / Filippo Ambrosini   | —                                              |
| Kroatien       | Jari Kessler                 | —                    | —                                      | —                                              |
| Lettland       | Fedir Kulish                 | Sofja Stepčenko      | —                                      | —                                              |
| Lettland       | Deniss Vasiļjevs             | —                    | —                                      | —                                              |
| Litauen        | —                            | Aleksandra Golovkina | —                                      | Paulina Ramanauskaitė / Deividas Kizala        |
| Litauen        | —                            | —                    | —                                      | Allison Reed / Saulius Ambrulevičius           |
| Monaco         | Davide Lewton Brain          | —                    | —                                      | —                                              |
| Nederländerna  | —                            | —                    | Daria Danilova / Michel Tsiba          | Hanna Jakucs / Alessio Galli                   |
| Norge          | —                            | Mia Risa Gomez       | —                                      | —                                              |
| Polen          | Vladimir Samoilov            | Ekaterina Kurakova   | Ioulia Chtchetinina / Michał Woźniak   | Sofiia Dovhal / Wiktor Kulesza                 |
| Polen          | —                            | Laura Szczęsna       | —                                      | —                                              |
| Rumänien       | —                            | Ana Sofia Beşchea    | —                                      | —                                              |
| Rumänien       | —                            | Julia Sauter         | —                                      | —                                              |
| Schweiz        | Lukas Britschgi              | Livia Kaiser         | —                                      | Arianna Sassi / Luca Morini                    |
| Schweiz        | —                            | Kimmy Repond         | —                                      | —                                              |
| Serbien        | —                            | Antonina Dubinina    | —                                      | —                                              |
| Slovakien      | Adam Hagara                  | Vanesa Šelmeková     | —                                      | Maria Sofia Pucherová / Nikita Lysak           |
| Slovenien      | David Sedej                  | Julija Lovrenčič     | —                                      | —                                              |
| Spanien        | Tomàs-Llorenç Guarino Sabaté | —                    | —                                      | Sofía Val / Asaf Kazimov                       |
| Storbritannien | Edward Appleby               | Nina Povey           | Lydia Smart / Harry Mattick            | Phebe Bekker / James Hernandez                 |
| Storbritannien | —                            | —                    | Anastasia Vaipan-Law / Luke Digby      | Lilah Fear / Lewis Gibson                      |
| Storbritannien | —                            | —                    | —                                      | Layla Karnes / Liam Carr                       |
| Sverige        | Gabriel Folkesson            | Josefin Taljegård    | Greta Crafoord / John Crafoord         | Milla Ruud Reitan / Nikolaj Majorov            |
| Sverige        | Andreas Nordebäck            | —                    | —                                      | —                                              |
| Tjeckien       | Georgii Reshtenko            | Barbora Vránková     | Barbora Kucianová / Martin Bidař       | Kateřina Mrázková / Daniel Mrázek              |
| Tjeckien       | —                            | —                    | —                                      | Natálie Taschlerová / Filip Taschler           |
| Turkiet        | Burak Demirboğa              | —                    | —                                      | —                                              |
| Tyskland       | Nikita Starostin             | Kristina Isaev       | Minerva Fabienne Hase / Nikita Volodin | Jennifer Janse van Rensburg / Benjamin Steffan |
| Tyskland       | —                            | —                    | Annika Hocke / Robert Kunkel           | Charise Matthaei / Max Liebers                 |
| Ukraina        | Ivan Shmuratko               | Anastasia Gozhva     | Sofiia Holichenko / Artem Darenskyi    | Mariia Holubtsova / Kyryl Bielobrov            |
| Ukraina        | —                            | —                    | —                                      | Mariia Pinchuk / Mykyta Pogorielov             |
| Ungern         | Aleksandr Vlasenko           | Regina Schermann     | Maria Pavlova / Alexei Sviatchenko     | Lucy Hancock / Ilias Fourati                   |
| Ungern         | —                            | —                    | —                                      | Mariia Ignateva / Danijil Szemko               |
| Österrike      | Maurizio Zandron             | Olga Mikutina        | Sophia Schaller / Livio Mayr           | —                                              |

## Medaljsammanfattning

### Medaljörer
Medaljer tilldelades de konståkare som slutade bäst i varje disciplin:
| Disciplin | Guld                              | Silver                                | Brons                                |
| Herrar    | Adam Siao Him Fa                  | Aleksandr Selevko                     | Matteo Rizzo                         |
| Damer     | Loena Hendrickx                   | Anastasiia Gubanova                   | Nina Pinzarrone                      |
| Paråkning | Lucrezia Beccari / Matteo Guarise | Anastasija Metiоlkina / Luka Berulava | Rebecca Ghilardi / Filippo Ambrosini |
| Isdans    | Charlène Guignard / Marco Fabbri  | Lilah Fear / Lewis Gibson             | Allison Reed / Saulius Ambrulevičius |

Små medaljer tilldelades de konståkare som uppnådde högst placering i kortprogram eller rytmisk dans i varje disciplin:
| Disciplin | Guld                                  | Silver                                 | Brons                                |
| Herrar    | Adam Siao Him Fa                      | Lukas Britschgi                        | Aleksandr Selevko                    |
| Damer     | Loena Hendrickx                       | Nina Pinzarrone                        | Anastasiia Gubanova                  |
| Paråkning | Anastasija Metiоlkina / Luka Berulava | Minerva Fabienne Hase / Nikita Volodin | Lucrezia Beccari / Matteo Guarise    |
| Isdans    | Charlène Guignard / Marco Fabbri      | Lilah Fear / Lewis Gibson              | Allison Reed / Saulius Ambrulevičius |

Små medaljer tilldelades de konståkare som uppnådde högst placering i friåkningsprogram eller fridans i varje disciplin:
| Disciplin | Guld                              | Silver                               | Brons                                |
| Herrar    | Adam Siao Him Fa                  | Matteo Rizzo                         | Aleksandr Selevko                    |
| Damer     | Loena Hendrickx                   | Anastasiia Gubanova                  | Nina Pinzarrone                      |
| Paråkning | Lucrezia Beccari / Matteo Guarise | Rebecca Ghilardi / Filippo Ambrosini | Maria Pavlova / Alexei Sviatchenko   |
| Isdans    | Charlène Guignard / Marco Fabbri  | Lilah Fear / Lewis Gibson            | Allison Reed / Saulius Ambrulevičius |

### Medaljer per nation
Medaljtabellen för den totala placeringen:
| Nr                  | Nation              | Guld | Silver | Brons | Totalt |
| ------------------- | ------------------- | ---- | ------ | ----- | ------ |
| 1                   | Italien             | 2    | 0      | 2     | 4      |
| 2                   | Belgien             | 1    | 0      | 1     | 2      |
| 3                   | Frankrike           | 1    | 0      | 0     | 1      |
| 4                   | Georgien            | 0    | 2      | 0     | 2      |
| 5                   | Estland             | 0    | 1      | 0     | 1      |
| 5                   | Storbritannien      | 0    | 1      | 0     | 1      |
| 7                   | Litauen             | 0    | 0      | 1     | 1      |
| Totalt (7 nationer) | Totalt (7 nationer) | 4    | 4      | 4     | 12     |

Medaljtabellen för små medaljer i kortprogram eller rytmisk dans:
| Nr                  | Nation              | Guld | Silver | Brons | Totalt |
| ------------------- | ------------------- | ---- | ------ | ----- | ------ |
| 1                   | Belgien             | 1    | 1      | 0     | 2      |
| 2                   | Georgien            | 1    | 0      | 1     | 2      |
| 2                   | Italien             | 1    | 0      | 1     | 2      |
| 4                   | Frankrike           | 1    | 0      | 0     | 1      |
| 5                   | Schweiz             | 0    | 1      | 0     | 1      |
| 5                   | Storbritannien      | 0    | 1      | 0     | 1      |
| 5                   | Tyskland            | 0    | 1      | 0     | 1      |
| 8                   | Estland             | 0    | 0      | 1     | 1      |
| 8                   | Litauen             | 0    | 0      | 1     | 1      |
| Totalt (9 nationer) | Totalt (9 nationer) | 4    | 4      | 4     | 12     |

Medaljtabellen för små medaljer i friåkningsprogram eller fridans:
| Nr                  | Nation              | Guld | Silver | Brons | Totalt |
| ------------------- | ------------------- | ---- | ------ | ----- | ------ |
| 1                   | Italien             | 2    | 2      | 0     | 4      |
| 2                   | Belgien             | 1    | 0      | 1     | 2      |
| 3                   | Frankrike           | 1    | 0      | 0     | 1      |
| 4                   | Georgien            | 0    | 1      | 0     | 1      |
| 4                   | Storbritannien      | 0    | 1      | 0     | 1      |
| 6                   | Estland             | 0    | 0      | 1     | 1      |
| 6                   | Litauen             | 0    | 0      | 1     | 1      |
| 6                   | Ungern              | 0    | 0      | 1     | 1      |
| Totalt (8 nationer) | Totalt (8 nationer) | 4    | 4      | 4     | 12     |